# Jubbada Dhexe

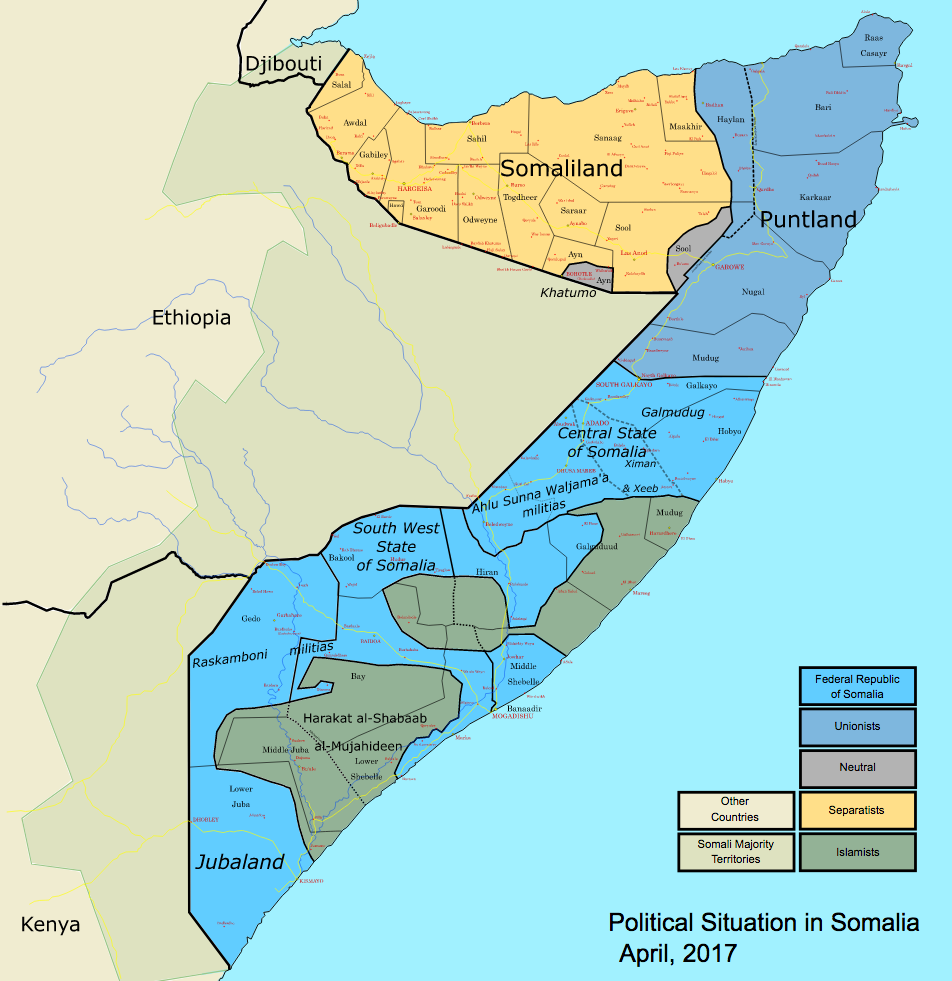
La Somalie au 20 mai 2011

Jubbada Dhexe, ou Middle Juba, est une région au sud de la Somalie, avec une façade orientale sur l'Océan Indien, limitrophe des provinces somalies de Shabeellaha Hoose au nord est, Bay au nord-est, Gedo au nord-ouest et Jubbada Hoose au sud.

## Géographie
Le fleuve principal est le Jubba.

## Districts
Les trois districts sont :
- Bu'aale District
- Jilib District
- Sakow District

## Villes
Les villes principales sont Bu'ale (capitale), Jilib, Dujuma, Saakow.

## Histoire
Depuis 1998, le nouveau Jubaland regroupe les trois anciennes régions officielles de Somalie : 
- Jubbada Dhexe (capitale : Bu'aale),
- Jubbada Hoose (capitale : Kismaayo),
- Gedo (partiellement) (capitale : Garbahaarreey).

Avec des différends sérieux avec ses voisins.